# 1977-es Formula–1 dél-afrikai nagydíj
A dél-afrikai nagydíj volt az 1977-es Formula–1 világbajnokság harmadik futama.

## Futam
| Helyezés | #  | Versenyző              | Csapat/Motor       | Körök | Idő/Kiesés oka      | Rajthely | Pontszám |
| -------- | -- | ---------------------- | ------------------ | ----- | ------------------- | -------- | -------- |
| 1        | 11 | Niki Lauda (†)         | Ferrari            | 78    | 1:42:21,6           | 3        | 9        |
| 2        | 20 | Jody Scheckter         | Wolf-Ford          | 78    | +5,2                | 5        | 6        |
| 3        | 4  | Patrick Depailler (†)  | Tyrrell-Ford       | 78    | +5,7                | 4        | 4        |
| 4        | 1  | James Hunt (†)         | McLaren-Ford       | 78    | +9,5                | 1        | 3        |
| 5        | 2  | Jochen Mass (†)        | McLaren-Ford       | 78    | +19,9               | 12       | 2        |
| 6        | 7  | John Watson            | Brabham-Alfa Romeo | 78    | +20,2               | 11       | 1        |
| 7        | 19 | Vittorio Brambilla (†) | Surtees-Ford       | 78    | +23,6               | 14       |          |
| 8        | 12 | Carlos Reuteman (†)    | Ferrari            | 78    | +26,7               | 8        |          |
| 9        | 22 | Clay Regazzoni (†)     | Ensign-Ford        | 78    | +46,2               | 16       |          |
| 10       | 28 | Emerson Fittipaldi     | Fittipaldi-Ford    | 78    | +1:11,7             | 9        |          |
| 11       | 18 | Hans Binder            | Surtees-Ford       | 77    | +1 kör              | 19       |          |
| 12       | 6  | Gunnar Nilsson (†)     | Lotus-Ford         | 77    | +1 kör              | 10       |          |
| 13       | 8  | Carlos Pace (†)        | Brabham-Alfa Romeo | 76    | +2 kör              | 2        |          |
| 14       | 30 | Brett Lunger           | March-Ford         | 76    | +2 kör              | 23       |          |
| 15       | 14 | Larry Perkins          | BRM                | 73    | +5 kör              | 22       |          |
| Kiesett  | 9  | Alex Ribeiro           | March-Ford         | 66    | Motorhiba           | 17       |          |
| Kiesett  | 10 | Hans-Joachim Stuck     | March-Ford         | 55    | Motorhiba           | 18       |          |
| Kiesett  | 5  | Mario Andretti         | Lotus-Ford         | 43    | Baleset             | 6        |          |
| Kiesett  | 33 | Boy Hayje              | March-Ford         | 33    | Váltó               | 21       |          |
| Kiesett  | 26 | Jacques Laffite        | Ligier-Matra       | 22    | Baleset             | 12       |          |
| Kiesett  | 16 | Tom Pryce (†)          | Shadow-Ford        | 22    | Végzetes baleset    | 15       |          |
| Kiesett  | 17 | Renzo Zorzi (†)        | Shadow-Ford        | 21    | Üzemanyag szivárgás | 20       |          |
| Kiesett  | 3  | Ronnie Peterson (†)    | Tyrrell-Ford       | 5     | Üzemanyag rendszer  | 7        |          |

## Statisztikák
Vezető helyen:
- James Hunt: 6 (1-6)
- Niki Lauda: 72 (7-78)

Niki Lauda 13. győzelme, James Hunt 11. pole-pozíciója, John Watson 1. leggyorsabb köre.
- Ferrari 66. győzelme.

Carlos Pace és Tom Pryce utolsó versenye.